# Le Duel (Prison Break)
Pour les articles homonymes, voir Le Duel.
Le Duel est le trente-et-unième épisode du feuilleton télévisé Prison Break, c'est le neuvième épisode de la deuxième saison.

## Résumé
Dans un motel de Elgin, Illinois, Sara Tancredi déduit que le rendez-vous a lieu à l'hôtel Sundown. Elle appelle les renseignements et découvre qu'il n'existe que trois hôtels Sundown aux États-Unis: à Pierre, Dakota du Sud, Sutton, Virginie, et Gila au Nouveau-Mexique. Elle achète un billet d'avion pour Albuquerque, Nouveau-Mexique en utilisant l'identité et la carte de crédit de la femme assassinée dont elle avait pris le porte-feuille. Cela permet aux agents Paul Kellerman et Alexander Mahone de localiser où elle doit rencontrer Michael Scofield.
Michael entre dans le jardin botanique de Blanding, emprunte l'uniforme d'un employé et se dirige vers l'exposition "Apache Desert Ghost". Deux agents surveillent Michael, mais il les repère et réussit à s'enfuir de justesse. Plus tard dans un restaurant, il regarde l'agent Mahone à la télévision alors que des journalistes l'interrogent sur la mort d'un des "Huit de Fox River": David « Tweener » Apolskis. Quand ils questionnent Mahone sur les informations contenues sur le disque dur de Michael. Mahone leur répond: « No comment » (« Pas de commentaire »). Il cite alors Sun Tzu et affirme qu'il connaît la prochaine destination des fugitifs. Après cela, Michael se rend dans un cyber café à Moab, Utah et collecte toutes les informations concernant Alexander Mahone, sa femme Pam, et Oscar Shales. Puis, il va acheter un costume dans un magasin.
A Durango, Colorado, Michael rend visite à Pam Mahone en se faisant passer pour l'agent Wayne Merrick. Après l'avoir questionnée, en prétendant qu'il s'agit d'une enquête concernant un renouvellement de certificat de sécurité, il comprend ce qui est arrivé à Oscar Shales et découvre le numéro de téléphone de l'agent Mahone. Il l'appelle en utilisant le téléphone portable de Pam et lui apprend qu'il sait tout au sujet d'Oscar Shales. Il lui demande de laisser tomber la poursuite et en échange il accepte de ne rien révéler aux médias. Mais Mahone qui venait juste de comprendre le lieu et la date du rendez-vous, refuse et lui déclare qu'ils se retrouveront plus tôt qu'il ne le pense.
C-Note rencontre ses anciens associés malfrats et leur rappelle qu'ils lui sont tous redevables pour ne pas les avoir dénoncés lorsqu'il a été arrêté pour possession de biens volés. Ils acceptent de l'aider et C-Note expose son plan pour récupérer sa femme et sa fille. Au même moment, l'agent Lang s'arrête chez Kacee Franklin et la menace de l'arrêter ainsi que de mettre sa fille dans un foyer si elle refuse de coopérer avec le FBI pour arrêter son mari. Kacee accepte à contre-cœur et dit à Lang que le "Rainbow Room" est un manège dans un parc d'attraction. Lang lui demande d'attendre à cet endroit tandis que le FBI la surveillera. L'un des complices de C-Note s'arrête près de Kacee et lui dit de courir vers une jeep noire dans quinze secondes. Elle hésite mais finalement se met à courir. Ils échappent à l'agent Lang quand un autre associé de C-Note bloque les véhicules du FBI avec son camion. Ils l'arrêtent et il feint de seulement parler espagnol. C-Note attend sa fille à l'extérieur de l'école primaire  puis entre dans la classe pour la récupérer lui-même. Comme il la saisit, il lui dit qu'ils s'en vont à Disneyland. C-Note, sa femme et sa fille se retrouvent dans une ruelle. Sa femme lui demande: « What do we do now? » (« Qu'est-ce qu'on fait maintenant? »)
T-Bag, vêtu d'un costume neuf, entre dans la gare routière de Tribune, Kansas, enferme l'argent de Westmoreland dans un casier et achète un bouquet de tournesols à une fleuriste. When the lady in charges remarks that he does not sound like he is from Kansas, T-Bag replies that he is from the Yellowhammer State. Il parvient à la maison de Susan Hollander mais une pancarte "à vendre" est posée devant et elle semble inoccupée. Tandis qu'il se remémore la perte de son amour, T-Bag est surpris par l'arrivée de Brad Bellick et Roy Geary qui l'attendaient. Ils l'assomment avec la pancarte et l'attachent. À son réveil, ils se moquent de lui et lui apprennent qu'ils ont lu les lettres qu'il avait adressé à Susan lorsqu'il était en prison. Puis ils le menacent de retirer les coutures de sa main greffée s'il refuse de révéler l'emplacement de l'argent de Westmoreland.
Lincoln dit à LJ que les charges contre lui ont été abandonnées et qu'il peut partir pour commencer une nouvelle vie. Mais L.J. refuse de quitter son père. A St. David, Arizona, L.J. achète leur dîner mais oublie sa monnaie. Quand la serveuse le suit jusqu'à sa voiture, elle reconnaît Lincoln et vraisemblablement appelle la police. Ils ont une brève dispute dans la voiture jusqu'à ce que Lincoln s'excuse. Ils finissent par abandonner leur voiture par sécurité. Puis, ils arrivent à la gare de Willcox, Arizona où ils sont rapidement reconnus et appréhendés après une course-poursuite.

## Informations complémentaires

### Chronologie
- Cet épisode se déroule durant la journée du 2 juin.

### Culture
- Quand Michael regarde les numéros de téléphone sur le portable de Pam Mahone, une liste de noms défile avant celui d'Alexander Mahone : Adia Weight, Adrianna Kopitar, Agatha Ovechkin, Aidan Kotalik, Ally Vasquez, Amy Crosby, et Andrea Staios. À l'exception de Vasquez, tous les autres noms de famille sont ceux de célèbres joueurs de hockey. Ce sont Doug Weight, Anze Kopitar, Aleksandr Ovetchkine, Ales Kotalik, Sidney Crosby, et Steve Staios. De plus, "Wayne Merrick", le pseudonyme qu'utilise Michael pour interroger Pam Mahone, est également le nom d'un célèbre joueur de Hockey.

- Lorsque T-Bag se réveille, Geary lui demande si: « Visions of 12 year olds dancin’ in your head? » (« Des visions d'enfants de 12 ans dansaient dans ta tête? »). Il transforme à sa façon une citation extraite d'un poème américain pour enfants de Clement Clarke Moore[1], « The Night Before Christmas » (« La nuit avant noël »): « The children were nestled all snug in their beds, While visions of sugar-plums danced in their heads » (« Les enfants étaient blottis bien au chaud dans leurs lits, Tandis que des visions de sucreries dansaient dans leurs têtes »)[2].

- Dans une interview que Michael visionne sur internet, Mahone déclare: « Sun Tzu said, that if you know your enemy, you need not fear a hundred battles. » (« Sun Tzu a dit que si tu connais ton ennemi, ne crains pas le résultat de cent batailles. »). Il fait référence à L'Art de la guerre de Sun Tzu, "Article III - Des propositions de la victoire et de la défaite". Sun Tzu était un général chinois du Ve siècle av. J.-C. La citation continue ainsi: « Si tu te connais toi-même mais tu ne connais pas l'ennemi, tu gagneras une bataille sur deux. Si tu ne te connais pas toi-même ni l'ennemi, autant de batailles, autant de défaites. ». Michael va mettre en pratique cette théorie en se renseignant davantage sur l'agent Mahone et en mettant à jour les secrets qu'il dissimule.

- Un des articles du net consacré aux "Huit de Fox River" s'intitule « The Gr-Eight Escape ». Ce jeu de mots est intraduisible en français, il reprend le nombre des évadés (« Eight ») et le titre original du film La Grande Évasion (The Great Escape), « The Great Escape », avec Steve McQueen. Le film raconte l'évasion de soldats alliés  d'un camp de prisonniers allemand pendant la Seconde Guerre mondiale.

### Divers
- Fernando Sucre (Amaury Nolasco) n'apparaît pas dans cet épisode.
- C'est le premier épisode de la saison où Michael se retrouve seul en cavale.
- Un autre évadé, Lincoln Burrows, est arrêté en fin d'épisode.

## Audiences et accueil critique
Aux États-Unis, cet épisode a été suivi par 8,96 millions de téléspectateurs. Il arrive en deuxième position après le jeu "Deal or No Deal" diffusé sur NBC.